# Suursaari (Hanhijärvi)
Suursaari ist mit 0,29 km² die größte Insel des Sees Hanhijärvi in der finnischen Landschaft Südsavo.
Sie liegt auf dem Gebiet der Gemeinde Enonkoski, 25 km nördlich der Stadt Savonlinna. Die flache Insel ist fast vollständig mit Nadelbäumen bewachsen.

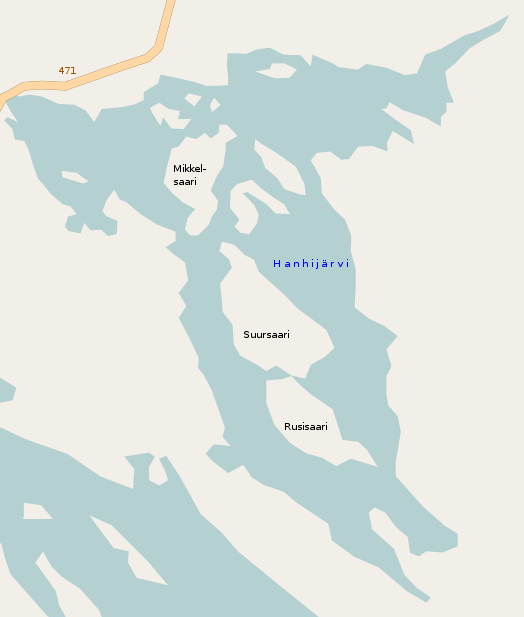
Lage von Suursaari

## Quelle
- Muinaisuudesta näihin päiviin: Hanhijärvi, Paakkunala, Vuorikoski; Hilkka Lampila, Hanhijärven perinnepiiri, 1994, ISBN

952-90-5930-2